# Преотяса, Петре
Петре Преотяса (рум. Petre Preoteasa; 17 сентября 1930, Пленица, Долж, Королевство Румыния) — румынский партийно-государственный деятель времён правления Николае Чаушеску. В 1970—1980-х — член ЦК РКП, министр машиностроительной промышленности и материально-технического снабжения СРР, первый секретарь Должского и Брашовского жудецких комитетов РКП. Возглавлял региональную партийную власть во время антикоммунистического Брашовского восстания. Пытался противостоять Румынской революции. После победы революции оставил политику и занялся инвестиционным бизнесом.

## Инженер и директор
Родился в сельской семье из жудеца Долж. После школы обучился на слесаря в техническом училище Крайовы. В 1956 окончил машиностроительный факультет Института механики в Брашове. Во время учёбы был секретарём факультетского комитета румынского комсомола. В 1957 вступил в правящую Румынскую коммунистическую партию (в то время РКП называлась Румынской рабочей партией). Получил специальность инженера-механика.
В 1956—1962 работал механиком, потом главным инженером на крайовском заводе сельхозтехники. В 1962—1966 — директор авторемонтной мастерской. Был кандидатом в городской комитет РКП.

## Секретарь и министр
С 1966, в начале «эпохи Чаушеску», Петре Преотяса переведён в партийный аппарат. До 1967 — инструктор отдела промышленности, энергетики и транспорта ЦК РКП. В 1967—1968 — правительственный специнспектор по транспорту и телекоммуникациям. С 1968 по 1974 — руководитель транспортного и телекоммуникационного отдела в правительственном Экономическом совете по контролю трудовой деятельности.
В 1974 назначен секретарём по экономике Должского жудецкого комитета РКП. В 1977—1979 — первый секретарь парткомитета и председатель исполкома жудецкого совета. Уделял внимание своей малой родине, выделял средства на индустриализацию и инфраструктуру селения Пленица.
В 1979—1984 Петре Преотяса — первый заместитель председателя Госкомитета по планированию СРР. В 1980 введён в ЦК РКП и избран депутатом Великого национального собрания. С апреля 1984 по февраль 1985 — министр машиностроительной промышленности, затем до октября 1987 — министр материального снабжения и госконтроля в правительстве Константина Дэскэлеску.
На всех партийно-технократических постах Петре Преотяса неуклонно проводил политику генерального секретаря ЦК РКП и президента СРР Николае Чаушеску. Это касалось и жёсткой экономической политики 1980-х, планового ограничения потребления масс для расчёта по внешним долгам.

## В подавлении Брашовского восстания
5 октября 1987 Петре Преотяса назначен первым секретарём Брашовского жудецкого комитета РКП. Через четыре декады в Брашове поднялось антикоммунистическое рабочее восстание. Попытка Преотясы остановить движение партийной демонстрацией провалилась. Вступить в диалог Преотяса не решился.
Протестующие захватили здание жудецкого парткомитета и администрации, разгромили помещения для банкета, уничтожили коммунистическую и чаушистскую символику. Преотяса вынужден был информировать Чаушеску о происходящем находясь с телефоном под столом. Генеральный секретарь приказал подавить бунт.
По партийной должности Преотяса санкционировал и контролировал репрессии Секуритате и милиции. Сотни людей были арестованы, многие подверглись избиениям и пыткам, несколько человек получили тюремные сроки. Сам Преотяса довольно адекватно оценивал нависшую над партийной властью угрозу — Брашовское восстание, по его словам, было опаснее землетрясения.

## Революция и уход из политики
В декабре 1989 Преотяса пытался подавить революционное движение в Брашове. 18 декабря он провёл экстренное совещание в жудецком комитете, давал указания военным, секуристам и милиции по блокированию очагов восстания. В уличных столкновениях погибли 39 брашовцев, комитет РКП был разгромлен. 22 декабря 1989 режим РКП пал. Прекратилась и власть Преотясы.
После победы революции Петре Преотяса не привлекался к судебной ответственности. Он давал пояснения по событиям 1987, намекая, будто приложил какие-то усилия для смягчения участи репрессированных. Оставив политику и госслужбу, Преотяса занялся финансовым бизнесом. Получил новую известность как менеджер и инвестор. С иронией вспоминается как «благодетель Пленицы».